# Мансур ел Халаџ
Мансур ел Халаџ (персијски: حسین منصور حلاج‎‎) (858 − 26. март 922. године) је био персијски мистик, песник и суфијски учитељ. Најпознатији је по томе што је изговорио „Ја сам истина!“. Многи су то протумачили као да је устврдио да је он нешто божанско, остали су то схватили као пример мистичке анихилације ега који дозвољава Богу да говори кроз индивидуе. Ел-Халаџ је као проповедник стекао широк круг присталица пре него што се уплео у борбу за моћ на абасидском двору због чега је и погубљен, након што је дуго времена био утаминичен због верских и политичких оптужби. Иако већина суфија његовог времена није одобравало његово понашање, Халаџ је касније постао истакнута личност у суфијској традицији.

## Биографија

### Младост
Ел-Халаџ је рођен око 858. године у персијској провинцији Фарс, у породици прерађивача памука (Халаџ на арапском значи онај који прочишћава памук од семена) у арабизованом граду ал-Бајда. Његов деда је био зороастријанац. Ел-Халаџов отац се преселио са породицом у регион Васит, данас на територији Ирака, у један град познат по школи за рецитовање Курана. Ал-Халаџ је научио Куран напамет пре него што је напунио 12 година и често би се придруживао мистицима у изучавању у школи суфије Сахла ал-Тустарија. Током овог периода, ел-Халаџ је заборавио да прича персијски и касније је писао искључиво на арапском језику.
Када му је било двадесет година, ел-Халаџ се преселио у Басру где се оженио и научио суфијске обичаје од Амра Макија. Преко свог зета, ал-Халаџ је био у контакту са кланом који је подржавао зејдијску побуну у Занџу (део обале Источне Африке), а која је имала елементе шиитске школе мишљења. Од овог времена почео је да користи неке очигледно шиитске изразе, али је остао веран сунизму.
Касније је отишао у Багдад како би се консултовао са чувеним суфијским учитељем Џунејдом Багдадијем, а упркос његовом савету отишао је на ходочашће у Меку чим је угушена побуна у Занџу.

### Ходочашћа и путовања
У Меки се заветовао да ће провести годину дана у дворишту светилишта у посту и тишини. По повратку из Меке, скинуо је суфијску одећу како би био у могућности да слободније проповеда суфијске идеје. У то време известан број сунита су постали његови ученици, укључујући и неке бивше хришћане, а који су касније постали везири на абасидском двору. Неки мутазилити, исламски „рационалисти“ и шиити који су заузимали високе положаје у власти оптужили су ел-Халаџа за превару и подстицали су нетрпељивост према њему. Ел-Халаџ је отишао у источни Иран и тамо је остао пет година проповедајући у арапским колонијама и утврђеним текијама у којима су били смештени добровољци за џихад. Након тога се вратио у Багдад, где се настанио са својом породицом.
Ел-Халаџ је други пут отишао на ходочашће у Меку са четиристо својих ученика и тада су га неке суфије, његови бивши пријатељи, оптужили да се бави враџбинама и да је склопио пакт са џинома (демоном). Након тога он се отиснуо на дуго путовање које га је одвело у Индију и Туркестан, изван граница исламских земаља. Око 902. године (290. године по хиџри) вратио се у Меку на своје последње ходочашће.

### Утамничење и погубљење
По повратку у Багдад, ел-Халаџ је почео да издаје прогласе који су изазвали немир код образованих људи. То је укључивало и признање његове огромне љубави према Богу, његову жељу да „умре проклет за Заједницу“, као и његове изјаве „О муслимани спасите ме од Бога“ ... „Бог вам је моју крв учинио законитом, убијте ме.“ У ово време је ал-Халаџ и у екстази изустио своју чувену изјаву „Ја сам истина“. Њему је због тога суђено, али је шафијски судија одбио да га осуди, истичући да мистичка инспирација не потпада под његову јурисдикцију.
Ел-Халаџеве проповеди су инспирисале покрет за моралну и политичку реформу у Багдаду. Године 908. (296. по хиџри) сунитски реформатори су безуспешно покушали да свргну малолетног халифу ал-Муктадира. Када је он поново успоставио власт, његов везир који је био шиит је запопчео репресију против ханбалита што је натерало ал-Халаџа да побегне из Багдада. Ипак, три године касније, он је ухапшен, враћен у Багдад и послат у затвор у коме је провео девет година.
Услови у којима је ел-Халаџ био утамничен мењали су се заједно са односом снага његових противника и присталица на двору. Ипак, 922. године коначно је осуђен на смрт под оптужбом да је карматски побуњеник који је желео да уништи Кабу јер је изјавио „да је важно обићи седам пута око Кабе нечијег срца.“ Према другом наводу, повод је био његов предлог да се саграде локалне реплике Кабе за оне који нису у могућности да оду на ходочашће у Меку. Краљица мајка се заложила код халифе који је у први мах повукао наредбу да се изврши погубљење, али су га сплетке везира ипак навеле да одобри извршење казне. Дана 25. марта (23. зул-каде) трубе су најавиле да ће ел-Халаџ бити погубљен наредног дана. Његове речи од те последње вечери коју је провео у тамници су забележене у делу Ахбар ел-Халаџ. Хиљаде људи су присуствовале његовом погубљењу на обали реке Тигар. Џелат га је прво ударао у лице, затим га је бичевао док се није унесвестио, а на крају му је одрубљена глава, или је, како друга верзија овог догађаја наводи, обешен. Његово тело је поливено уљем и запаљено, а затим је пепео бачен у реку. На месту где је погубљен убрзо је подигнут споменик који је вековима привлачио ходочаснике све док га 1920. године није однела поплава.
Неки стручњаци сумњају да је ел-Халаџ био заиста погубљен због верских разлога. Према америчком исламологу Карлу В. Ернесту, правно поимање богохуљења није било јасно дефинисано исламским законом и изјаве попут ал-Халаџове су правни ауторитети третирали недоследно. У пракси, пошто је отпадништво од вере сврстано у категорију зандака, која одражава зороастријанско наслеђе по коме је јерес политички злочин, за отпадништво се судило само онда када је то било политички погодно. Правник Садакат Кадри истиче да „никако није било уобичајно да се јерес кажњава у десетом веку.“ Ал-Халаџ вероватно не би био погубљен, али је везир халифе ал-Муктадира желео да дискредитује „одређене личности које су биле повезане“ са ал-Халаџом. (Претходно је ел-Халаџ за то што је говорио о свом јединству са Богом кажњен тако што је обријан, стављен на стуб срама и претучен тупом страном мача. Није био погубљен јер је шафијски судија одлучио да његове речи нису биле „доказ неверништва“).

## Учења
Ел-Халаџ се обраћао широкој публици позивајући да нађу Бога у својим душама. Проповедао је без традиционалних суфијских обичаја и користио је језик познат локалном шиитском становништву. Због тога је можда пре остављао утисак да је карматски мисионар него суфија. Његове молитве Богу да га учини изгубљеним и омраженим типично је суфијско тражење анихилације у Богу, мада исламолог Луј Масињон то тумачи као изражавање жеље да се жртвује за покајање свих муслимана. Када се ел-Халаџ вратио у Багдад са свог последњег ходочашћа у Меку, саградио је модел Кабе у својој кући за лично богослужење.
Ел-Халаџу се у народу приписују бројна натприродна дела. Верује се да је својим прстом запалио четири стотине уљаних лампи у Храму Васкрсења Христовог у Јерусалиму, као и да је једним трзајем рукава угасио вечни зороастријански пламен.
Ел-Халаџ се разликовао од других суфија. Многи суфијски учитељи сматрали су да није прикладно делити мистицизам са широким масама. Ипак, ел-Халаџ је то чинио кроз своја писана дела и кроз своја учења.
Постоје опречни наводи о ел-Халаџовој најпознатијој изјави коју је изрекао у тренутку екстазе: „Ја сам истина“ (арапски: أنا الحق). Сматра се да је он тиме устврдио да је Бог јер ре ал-Хак (арапски: الحق), „Истина“, једно од деведесет и девет Алахових имена. Најранији наводи који потуичу од непријатељски насторјених граматичара из Басре говоре да је то изјавио у џамији ал-Мансур, док сведочења која су се појавила деценијама касније наводе да је то изговорио насамо током консултација са Џунејдом Багдадијем. Без обзира на детаље, ова изјава је постала нераскидиво повезана са народном представом о његовом погубљењу, делимично захваљујући томе што је та прича уврштена у ал-Халаџову биографију коју је написао Атар Нишапури. Ел-Халаџ је имао и друге контроверзне изјаве. Тако је на пример једном приликом изјавио „У мом турбану нема ништа замотано осим Бога,“ а слично томе је изјавио: „У мом огртачу нема ништа осим Бога.“ Такође, ел-Халаџ је написао:
Видео сам Господа оком срца.
Упитао сам га „Ко си Ти?“
Одговорио ми је „Ти“.

## Дела
Ел-Халаџова главна дела, сва написана на арапском су:
- Ривајат (Приче) – двадесет и седам прича које су око 902. године (290. по хиџри) сакупили његови ученици
- Китаб ал-тавасин (арапски: كتاب الطواسين) – низ од једанаест кратких дела
- Диван (Dīwān al-Hallāj) – збирка песама
- Ахбар ал-Халаџ (Akhbār al-Hallāj) – збирка изјава, укључујући и оне од последње ноћи пре него што је погубљен

Најпознатије ел-Халаџово писано дело је Китаб ал-тавасин у коме је користио дијаграме и симболе како би му помогли да пренесе мистичка искуства која није могао да изрази речима. Тавасин (арапски: الطواسين) је тзв. неправилна множина речи та-син (арапски: طس) састављене од слова та (ط) и син (س) која су из непознатих разлога стављена на почетку неких сура у Курану. Два поглавља овог дела су посвећена дијалогу Сатане (Иблиса) и Бога, а у коме Сатана одбија да се поклони Адаму иако је то Бог од њега затражио. Он то одбија јер погрешно схвата идеју Божије јединствености.
Виђења у класичном периоду Мало је личности у исламу које су проузроковале толико дебата међу класичним коментаторима као што је то случај са ел-Халаџом. Контроверзе су превазилазиле и доктриналне категорије. У практично свакој већој струји правне и теолошке мисли (дванаестоимамска, маликијска, ханбалијска, ханефитска, шафијска, ашаритска и матуридитска) могу се наћи они који се не слажу са Халаџом, али и они који су у потпуности прихватили његову заоставштину или који оправдавају његове изјаве разним изговорима. Међу филозофима који су се дивили ал-Халаџу су и Ибн Туфајл, Сухраварди и Мула Садра.
Иако га је већина раних суфија осуђивала, касније генерације суфија су га скоро једногласно канонизовале. Главно суфијско тумачење изјава изречених у екстази које је добило форму прокламовања "ја сам" која одражава трајност (baqā’) Бога са мистичком анихилацијом (ар. fanā’) индивидуалног ега, што је омогућило да Бог говори кроз човека. Неки суфијски аутори тврдили су да су такве изјаве погрешно цитиране или их приписују незрелости, лудилу или интоксикацији. Други аутори пак то виде као аутентична изражавање духовног стања, чак и као најдубље искуство божанских реалности које не треба манифестовати онима који нису тога вредни. Неки од њих, укључујући ал-Газалија, показали су амбивалентност по питању њихове очигледно богохулне природе дивећи се притом духовном статусу њихових аутора. Руми је написао: "Када је перо (ауторитета) у рукама издајника, Мансур је без поговора на вешалима.“

## Модерна виђења
Ел-Халаџова дела су важна за суфијске групе. Неки га виде као узор који треба следити, нарочито његово мирно понашање када је био суочен са тортуром, као и његов опрост својим мучитељима. Многи му одају почаст као адепту који је схватио инхерентну божанску природу свих људи. Многи суфијски теоретичари сматрају да је ал-Халаџ био одраз Божје истине. Са друге стране, стручњаци других школа у исламу настављају да га сматрају девијантним и јеретиком.
Ел-Халаџове присталице су његову изјаву протумачили да значи: "Бог је испразнио све из мене осим самог Себе" Према њиховом мишљењу, он никада није одбацио Божју једност и био је стриктни монотеиста. Ипак, веровао је да човекова дела, када се спроводе у потпуној сагласности са Божјом вољом, воде благословеном сједињавању са Њим. Неки европски историчари су веровали да је ел-Халаџ тајно био хришћанин, а француски исламолог Луј Масоњон је његову заоставштину представио у контексту исламског мистицизма у свом четворотомном делу La Passion de Husayn ibn Mansûr Hallâj.